# 萬薩區
11°39′22″S 76°30′12″W / 11.6560°S 76.5034°W
萬薩區（西班牙語：Distrito de Huanza），是秘魯的一個區，位於該國中南部利馬大區的瓦羅奇里省，始建於1959年6月8日，面積227平方公里，海拔高度3,408米，2005年人口638，人口密度每平方公里2.8人。